# Pedra Ficada (Abella de la Conca)

Pedra Ficada, respecte del terme d'Abella de la Conca

Pedra Ficada és un indret del terme municipal d'Abella de la Conca, a la comarca del Pallars Jussà.
Està situat a llevant del barranc de Gassó i de la Pista del Petrol. És al sud-oest de Monteguida i al sud-est del Congost. Pertany a la partida d'Ordins.

## Etimologia
Es tracta d'un topònim romànic modern, de caràcter descriptiu. Es tracta d'una pedra dreta que té l'aparença d'haver estat clavada en el lloc on es troba.